# Triple saut masculin aux championnats du monde d'athlétisme 2015
Pour un article plus général, voir Championnats du monde d'athlétisme 2015.
Navigation
Moscou 2013 Londres 2017
L'épreuve du triple saut masculin des championnats du monde de 2015 s'est déroulée les 26 et 27 août 2015 dans le Stade national de Pékin. Elle est remportée par l'Américain Christian Taylor.

## Records et performances

### Records
Les records du triple saut hommes (mondial, des championnats et par continent) étaient avant les championnats 2013 les suivants.
| Record                    | Athlète          | Pays        | Distance | Lieu      | Date            |
| ------------------------- | ---------------- | ----------- | -------- | --------- | --------------- |
| Record du monde           | Jonathan Edwards | Royaume-Uni | 18,29 m  | Göteborg  | 7 août 1995     |
| Record des championnats   | Jonathan Edwards | Royaume-Uni | 18,29 m  | Göteborg  | 7 août 1995     |
| Record d'Afrique          | Tarik Bouguetaïb | Maroc       | 17,37 m  | Khémisset | 14 juillet 2007 |
| Record d'Asie             | Yanxi Li         | Chine       | 17,59 m  | Jinan     | 26 octobre 2009 |
| Record d'Amérique du Nord | Kenny Harrison   | États-Unis  | 18,09 m  | Atlanta   | 27 juillet 1996 |
| Record d'Amérique du Sud  | Jadel Gregório   | Brésil      | 17,90 m  | Belém     | 20 mai 2007     |
| Record d'Europe           | Jonathan Edwards | Royaume-Uni | 18,29 m  | Göteborg  | 7 août 1995     |
| Record d'Océanie          | Ken Lorraway     | Australie   | 17,46 m  | Londres   | 7 août 1982     |

### Médaillés
| Or               | Argent               | Bronze       |
| Christian Taylor | Pedro Pablo Pichardo | Nelson Evora |

## Résultats

### Finale
| Rang               | Athlète                | Pays           | Essais  | Essais  | Essais  | Essais  | Essais  | Essais  | Marque  | Notes  |
| Rang               | Athlète                | Pays           | 1       | 2       | 3       | 4       | 5       | 6       | Marque  | Notes  |
| ------------------ | ---------------------- | -------------- | ------- | ------- | ------- | ------- | ------- | ------- | ------- | ------ |
| Médaille d'or      | Christian Taylor       | États-Unis     | 16,85 m | 17,49 m | 17,60 m | 17,68 m | 17,22 m | 18,21 m | 18,21 m | WL, AR |
| Médaille d'argent  | Pedro Pablo Pichardo   | Cuba           | 17,52 m | 17,44 m | 17,60 m | 17,33 m | 17,52 m | 17,73 m | 17,73 m |        |
| Médaille de bronze | Nelson Évora           | Portugal       | 17,28 m | X       | 17,29 m | X       | X       | 17,52 m | 17,52 m | SB     |
| 4                  | Omar Craddock          | États-Unis     | 17,14 m | 17,08 m | X       | 17,14 m | 17,37 m | 16,50 m | 17,37 m |        |
| 5                  | Lyukman Adams          | Russie         | X       | 17,12 m | 17,28 m | X       | 17,21 m | 17,23 m | 17,28 m |        |
| 6                  | Marian Oprea           | Roumanie       | 17,06 m | 16,23 m | -       | -       | -       | X       | 17,06 m |        |
| 7                  | Dmitriy Sorokin        | Russie         | 16,99 m | 16,38 m | X       | X       | X       | X       | 16,99 m |        |
| 8                  | Tosin Oke              | Nigeria        | 16,77 m | X       | 16,81 m | X       | X       | X       | 16,81 m |        |
| 9                  | Godfrey Khotso Mokoena | Afrique du Sud | 16,57 m | 16,76 m | 16,81 m |         |         |         | 16,81 m |        |
| 10                 | Leevan Sands           | Bahamas        | 16,68 m | X       | 16,47 m |         |         |         | 16,68 m |        |
| 11                 | Jonathan Drack         | Maurice        | X       | 16,15 m | 16,64 m |         |         |         | 16,64 m |        |
| 12                 | Benjamin Compaoré      | France         | X       | X       | 16,63 m |         |         |         | 16,63 m |        |

### Qualifications
Qualification : 17,00 m (Q) ou les 12 meilleurs sauts (q)
| Rang | Groupe | Athlète                | Nationalité    | Essai 1 | Essai 2 | Essai 3 | Résultat    | Notes |
| ---- | ------ | ---------------------- | -------------- | ------- | ------- | ------- | ----------- | ----- |
| 1    | A      | Pedro Pablo Pichardo   | Cuba           | 16,94 m | X       | 17,43 m | 17,43 m (Q) |       |
| 2    | B      | Christian Taylor       | États-Unis     | 16,77 m | 17,28 m |         | 17,28 m (Q) |       |
| 3    | A      | Marian Oprea           | Roumanie       | 17,07 m |         |         | 17,07 m (Q) | SB    |
| 4    | A      | Omar Craddock          | États-Unis     | 16,69 m | 17,01 m |         | 17,01 m (Q) |       |
| 5    | B      | Nelson Évora           | Portugal       | X       | 16,68 m | 17,01 m | 17,01 m (Q) |       |
| 6    | A      | Dmitriy Sorokin        | Russie         | 16,99 m | X       | -       | 16,99 m (q) |       |
| 7    | B      | Lyukman Adams          | Russie         | X       | 16,85 m | 16,50 m | 16,85 m (q) |       |
| 8    | B      | Benjamin Compaoré      | France         | X       | X       | 16,82 m | 16,82 m (q) |       |
| 9    | A      | Jonathan Drack         | Maurice        | 16,79 m | 13,28 m | X       | 16,79 m (q) |       |
| 10   | B      | Godfrey Khotso Mokoena | Afrique du Sud | 16,78 m | X       | 16,78 m | 16,78 m (q) |       |
| 11   | A      | Tosin Oke              | Nigeria        | X       | 14,70 m | 16,74 m | 16,74 m (q) |       |
| 12   | B      | Leevan Sands           | Bahamas        | 16,60 m | 16,69 m | 16,73 m | 16,73 m (q) |       |
| 13   | B      | Marquis Dendy          | États-Unis     | 14,36 m | 16,73 m | 16,32 m | 16,73 m     |       |
| 14   | A      | Kim Deok-hyeon         | Corée du Sud   | 16,57 m | 16,57 m | 16,72 m | 16,72 m     |       |
| 15   | A      | Cao Shuo               | Chine          | 16,66 m | 16,66 m | 16,51 m | 16,66 m     |       |
| 16   | A      | Georgi Tsonov          | Bulgarie       | X       | X       | 16,59 m | 16,59 m     |       |
| 17   | B      | Rumen Dimitrov         | Bulgarie       | X       | 16,53 m | 16,19 m | 16,53 m     |       |
| 18   | B      | Dong Bin               | Chine          | 16,44 m | X       | X       | 16,44 m     |       |
| 19   | A      | Will Claye             | États-Unis     | X       | 15,73 m | 16,41 m | 16,41 m     |       |
| 20   | B      | Pablo Torrijos         | Espagne        | 15,85 m | 15,73 m | 16,32 m | 16,32 m     |       |
| 21   | B      | Yordanis Durañona      | Dominique      | X       | 16,12 m | 16,27 m | 16,27 m     |       |
| 22   | A      | Samyr Lainé            | Haïti          | 16,23 m | 16,15 m | 16,12 m | 16,23 m     |       |
| 23   | A      | Latario Collie-Minns   | Bahamas        | 16,10 m | X       | 16,21 m | 16,21 m     |       |
| 24   | A      | Xu Xiaolong            | Chine          | 15,97 m | 16,19 m | X       | 16,19 m     |       |
| 25   | B      | Roman Valiyev          | Kazakhstan     | X       | X       | 16,04 m | 16,04 m     |       |
| 26   | A      | Jean-Cassimiro Rosa    | Brésil         | 15,97 m | X       | 15,75 m | 15,97 m     |       |
| 27   | B      | Muhammad Hakimi Ismail | Malaisie       | 15,72 m | 15,93 m | X       | 15,93 m     |       |
| -    | B      | Fabrice Zango Hugues   | Burkina Faso   | X       | X       | X       | NM          |       |

## Légende
Records et Performances
- AR : Record continental (area record)
- CR : Record des championnats (championship record)
- MR : Record du meeting (meet record)
- NR : Record national (national record)
- OR : Record olympique (olympic record)
- PR : Record paralympique (paralympic record)
- PB : Record personnel (personal best)
- SB : Meilleure performance personnelle de la saison (season's best)
- WL : Meilleure performance mondiale de l'année (world leader)
- WJR : Record du monde junior (world junior record)
- WR : Record du monde (world record)

Circonstances et Conditions
- DNF : N'a pas terminé (did not finish)
- DNS : N'a pas pris le départ (did not start)
- DQ : Disqualification (disqualification)
- NM : Aucun essai valable enregistré (No Mark)
- Q : Qualifié « directement » au prochain tour (ou à la prochaine compétition), lors d'une compétition majeure, grâce au classement ou à la réalisation des minima (automatic qualifier)
- q : Qualifié au prochain tour (ou à la prochaine compétition), lors d'une compétition majeure, grâce au repêchage ou à la réalisation de l'une des meilleures performances parmi celles des « non qualifiés directement » (grâce au meilleur temps ou à la meilleure distance par exemple) (secondary qualifier)